# Obilaznica Beograd
Obilaznica oko Beograda je auto-put državni put prvog A reda A1 oko Beograda koji  omogućava izmeštanje tranzitnog saobraćaja iz prestonice Srbije. Završena je izgradnja dve deonice (deonice A i B). Izgradnjom deonice C, ukupna dužina obilaznica bi trebalo da bude oko 69 km. Obilaznica bi po završetku radova trebalo da ima:
- četiri saobraćajne trake širine po 3,75
- dve zaustavne trake širine 2,5
- razdelni pojas 4

Izgradnja obilaznice se finansira iz Nacionalnog investicionog plana, Gradskog budžeta i kredita Evropske banke za obnovu i razvoj i Evropske investicione banke.

## Podela obilaznice na deonice
Obilaznica je podeljena na tri deonice — A, B, C
- Deonica A od Batajnice do Dobanovaca dužine 9,7
- Deonica B od Dobanovaca do Bubanj potoka dužine 37,3
- Deonica C od Bubanj potoka do Pančeva dužine oko 22km — trasa još nije definisana u potpunosti

### Deonica A
Batajnica—Dobanovci 9,7km — pun profil auto-puta.

### Deonica B
Dobanovci—Bubanj potok 37,3km — pun profil auto-puta.
Izgradnja na deonici B je počela početkom devedesetih. Deonica B je podeljena na veći broj manjih sektora (B1 — B6).
- sektor 1: Dobanovci — Surčin, 7,8 km
- sektor 2: Surčin — most na Savi, 4,9 km
- sektor 3: Most na Savi — Ostružnica, 4,9 km
- sektor 4: Ostružnica — Orlovača, 7,717 km
- sektor 5: Orlovača — Avalski put, 5,4 km
- sektor 6: Avalski put — Bubanj potok, 7,4 km

### Deonica C
Bubanj potok—Pančevo (E-70) — predstoje radovi...

## Najznačajniji objekti na obilaznici

### Mostovi
Postoji 41 lokacija sa 79 mostovskih konstrukcija. Od toga je ukupno šest objekata većih dimenzija, a najznačajniji je svakako most preko reke Save (čelična konstrukcija sa betonskim prilaznim vijaduktima ukupne dužine L=1.965m). Pored mosta na Savi veće konstrukcije su i: 
- „Sveta Petka” L = 408m
- „Železnička reka” L = 406m
- „Kijevski potok” L = 571m
- „Topčiderska dolina” L = 597m
- „Pružni prelaz” L = 452m

### Tuneli
Projektovana su 3 tunela u širokom iskopu sa zatrpavanjem tunelskih konstrukcija.
- „Lipak” L = 665
- „Železnik” L = 699
- „Beli potok” L = 373

Na obilaznici postoji i jedna klasična tunelska konstrukcija od dve cevi
- „Straževica” L = 745

### Sanacioni objekti
Na trasi je konstatovano i projektom obrađeno 10 lokacija sa klizištima i 3 lokacije sa slabo nosivim tlom.

## Spoljašnje veze
- Forum o obilaznici na Beobuild.rs
- Opis i tehničke karakteristike obilaznice — Ministarstvo infrastrukture
- Završetak obilaznice oko Beograda 2013. („Politika”, 1. maj 2011)
- Putevi Srbije — Izgradnja obilaznice oko Beograda